# 생애 초기 스트레스로 인한 신경생물학적 영향
생애 초기 스트레스로 인한 신경생물학적 영향에 대해 설명한다.
아동기 학대와 같은 생애 초기 스트레스는 스트레스에 대한 민감성을 높일 뿐 아니라 신경형성, 시냅스의 과잉생산 및 가지치기, 민감기의 수초형성 등 중요한 발달과정에 영향을 미친다. 또한 초기 스트레스 경험은 구조적, 기능적인 신경생물학적 영향을 초래하게 된다는 것이 밝혀졌는데, 여기엔 뇌량 크기의 감소, 좌측 신피질, 해마 및 편도체 발달의 약화, 변연계 구조의 전기적 과민성 증가, 소뇌 충부(cerebellar vermis)의 기능적 활동 감소가 포함된다. 최근까지의 연구를 토대로 아동기 학대 내지 생애 초기 스트레스가 뇌 발달에 미치는 영향에 대해 알아보도록 한다.

## 초기 스트레스 및 아동기 학대의 신경생물학적 영향
초기 스트레스에 특히 취약한 뇌영역은 지연된 출생후 발달, 높은 글루코코르티코이드 수용체 밀도, 일정정도 출생후 신경형성이라는 특징들 중에서 하나 이상의 특징을 갖는다.

### 해마
연구결과 스트레스에 취약한 것으로 나타난 해마는, 지연된 개체발생(ontogeny)을 보이며 글루코코르티코이드 밀도가 높고 생후 지속적인 신경형성을 한다는 특징이 있다. 해마의 시냅스 밀도는 연령에 따라 변동한다. 많은 포유류에서 생후 시냅스가 과잉생성되는 시기에 이어 사춘기이후 가지치기와 제거가 나타나게 되는데, 초기 스트레스는 CA1, CA3 부위 시냅스들이 사춘기 무렵 정상적으로 과잉생산되는 것을 막고, 이후 가지치기 과정은 막지 않아 시냅스 밀도에 지속적 결함을 초래한다(Anderson 등의 미발표 연구).
아동기 학대가 해마에 미치는 영향에 대한 연구 결과들은 상이하게 나타난다. Bremner등(1997)과 Stein(1997)의 연구에선 아동기 외상(trauma)이 있으면서 현재 PTSD나 해리장애로 진단받은 성인에서 좌측 해마 부피가 감소되어 있는 것을 보고했다. Driessen등(2000)은 경계선 성격장애와 아동기 학대경험이 있는 성인 여성에서 양측 해마 부피가 16% 감소한 것을 관찰하였다. 이와 대조적으로, De Bellis등(1999)은 학대 받은 44명의 PTSD 아동과 61명의 건강한 통제군을 대상으로 해마의 부피를 분석한 결과, 유의한 차이를 발견하지 못하였다. Carrion등(2001)도 학대받은 아동들과 건강한 통제집단 사이에서 해마 부피에 있어 아무런 차이를 발견하지 못하였다.
연구결과가 이렇게 상이한 데 대한 한가지 가능한 설명은 PTSD가 해마 변형에 점진적으로 영향을 미치기 때문에 부정적 영향이 아동이나 초기성인에선 식별되지 않을 것이라는 점이다. 또한가지 가능한 설명은 감소된 해마 크기는, PTSD나 아동기 학대 경험이 있는 성인에서 종종 나타나는 알콜이나 약물남용의 결과일 수 있다는 점이다. 더 나아간 한가지 가능성은, 감소된 해마 크기는 아동기 학대의 결과라기보다는 성인기까지 PTSD가 지속되는 위험 요인일 수 있다는 점이다. 이 가설은 Gilbertson등(2002)의 최근 쌍생아 연구 결과와도 일치하는데, 이 연구에서 PTSD가 있는 참전용사의 해마가 PTSD 없는 참전용사의 해마보다 작게 나타났으나, 외상경험에 노출되지 않은 PTSD 참전용사의 일란성 쌍둥이에서도 해마 부피가 감소된 것으로 발견되었다.

### 편도체 (Amygdala)
편도핵은 발화(kindling)의 출현에 있어 가장 민감한 뇌구조 중의 하나이다. 발화는 반복적인 간헐적 신경 자극이 뉴론의 흥분에 점점 더 큰 변화를 가져와 점차 자발적인 전기적 방출 혹은 경련을 초래하는 과정이다. 발화는 신경적 흥분에 장기적 변형을 초래하여 행동 통제에 중대한 영향을 미칠 수 있다. 초기 스트레스는 편도체 내의 GABA-A 초분자적 복합체의 하위 구성에 장기적 변형을 가져와 결과적으로 central benzodiazepine receptor와 high affinity GABA-A receptor의 밀도를 감소시킨다. 또한 스트레스는 편도체 및 중격의 지핵(nucleus accumbens)내에서 도파민 증가와 세로토닌 감소를 초래한다.
편도체와 해마의 비정상적 발달이 central benzodiazepine과 high affinity GABA-A receptor의 밀도 감소 혹은 하위 구조의 변형과 혼합되게 되면 측두엽 혹은 변연계에 있어경련과 유사한 활동 내지는 ‘변연계 민감성(limbic irritability)’을 초래할 수 있다.

### 뇌량(corpus callosum) 및 두뇌반구 통합(hemispheric integration)
뇌량과 같이 수초가 형성되는 영역도 높은 수준의 스트레스 호르몬에 초기에 노출될 경우 취약한 부분인데, 수초형성에 중요한 glial cell division이 억제되기 때문이다. Juraska등(1988)의 초기 연구들에서 뇌량의 크기가 초기 경험에 영향을 받으며 그 영향은 성별에 따른 차이가 있는 것으로 나타났다. Teicher등(1997)은 인간에서 아동기 외상(trauma)이 뇌량의 발달에 영향을 미칠 수 있다는 연구결과를 시사했는데, 이에 따르면 학대나 방임을 경험한 정신과 입원 아동(특히 남아)에서 뇌량의 중간 부위가 통제집단에 비해 감소되어 나타났다. 이런 결과는 De Belllis등(1999)의 연구에서도 확인되었는데 이에 의하면 뇌량 크기의 감소는 학대나 PTSD 및 학대 경험이 있는 아동에서 나타나는 가장 유의한 해부적 요인이며 남성이 여성에 비해 더 영향을 받는 것으로 나타났다.
뇌량 크기의 감소는 반구 피질간의 소통 감소와 관련된다. Schiffer등(1995)의 연구에서, 아동기 외상이 있는 성인들에서 중립적 기억 및 불편한 기억의 회상 과정시 반구 활동이 극적으로 차이를 보이는 것으로 나타났다. 중립자극과 불편한 아동기 기억을 각각 회상하게 했는데, 정상 통제집단에선 두 경우 모두에서 양측반구간 진폭에 차이가 없었다. 이에 비해 외상경험이 있는 집단에선 중립기억 회상과정에선 좌반구에서 유의한 반응 억제가 나타난데 비해 불편한 기억 회상시에는 우반구 반응 억제가 나타났다. 이런 결과는 정상군은 두 과제 모두에서 양측반구 모두를 사용하는데 비해 외상경험 집단에선 과제에 따라 반구 처리과정에서의 두드러지는 기능분화가 나타남을 보여준다.

### 소뇌충부(cerebellar vermis)
초기 학대에 특히 민감한 뇌영역 중 하나로, 생후 시기에서 어떤 다른 뇌영역보다 크기 증가를 보이는 소뇌충부를 들 수 있다. 해마와 같이 소뇌충부도 생후에 과립세포를 만들어낸다. 소뇌충부는 발달과정에서 글루코코르티코이드 수용체 밀도가 가장 높아 해마보다도 높으며, 스트레스 호르몬에 특히 취약할 수 있다. 소뇌충부는 감정 발달에 역할을 한다는 것을 시사하는 연구의 선구자인 Harry Harlow의 연구에서, 고립되어 양육된 원숭이는 이런 감정적 방임에 많은 영향을 받는 것으로 나타났다. 한편 Mason과 Harlow(1975)의 연구등에선 ‘흔들거리는 전기 원숭이(rocking wire monkey surrogate) ’에 의한 전정 자극(vestibular stimulation)은 어미와의 접촉 없이 양육된데 따른 부정적 영향을 감소시키는 것으로 나타났다. 소뇌충부는 vestibular nuclei의 중요 타겟이며 다양한 감각 통합에 있어 주요 부위이다.
고립되어 자라고 행동문제를 가진 원숭이들의 fastigial nucleus(소뇌충부의 output nucleus)와 해마에서 간질에서와 같은 스파이크와 날카로운 파동 활동이 관찰된다. 이는 학대를 받은 아동과 성인에서 나타나는 비정상적 EEG활동과 유사하다. 소뇌충부는 간질이나 변연계 활성화에 역할을 하는 것으로 보인다. 소뇌충부를 전기적으로 자극하면 발작의 발생이나 확산을 억제하는 것으로 밝혀졌다.

### 대뇌피질
초기 스트레스는 피질의 기능분화 및 전두엽 성숙 등 대뇌피질의 발달에 영향을 미친다. 신피질은 재조직화의 순환적 좌정에 의해 천천히 발달한다. 뇌량 수초형성의 지연은 뇌반구가 서로 독립적으로 발달하는 것을 가능케 해준다. 모든 피질 영역 중에서 전두엽 피질은 가장 늦게 발달한다. 즉 전두엽 피질로의 분출(projection)과 관련한 수초형성은 청소년기와 30대에 들어서야 이루어진다. 전두엽 피질은 상대적으로 높은 밀도의 글루코르티코이드 수용체를 가지며 전두엽 피질로의 도파민 분출은 특히 스트레스에 의해 활성화된다. 그렇게 되면 전두엽 피질은 피질하 영역으로의 모든 주요 모노아민 분출에 있어 억제를 일으켜 스트레스에 대한 반응을 제한하고 HPA 통제에 있어 억제적 피드백을 가한다.
초기 경험은 실험 동물들의 행동적 및 신경화학적 기능분화에 두드러지는 효과를 일으키는데 이는 성별로 이형화된다. 발달 초기에 스트레스는 신경축에 광범위한 영향을 미친다. 전두엽 피질이 성숙함에 따라 스트레스에 대한 반응은 더 제한적이 되는데, 이는 전두엽 피질이 다른 영역에 대해 미치는 억제적 효과 때문이다. 초기 스트레스는 발달중인 전두엽 피질을 활성화시켜 발달에 변형을 가하고 조숙한 성숙을 가져오지만 최종 능력이 저해되게 하는 것이라고 추정해 볼 수 있다.
몇몇 임상연구들은 어렸을 적 학대 경험이 인간에서 피질의 신경적 발달을 변형시킨다고 제안한다. 아동기 외상이 좌우반구 발달에 미치는 영향을 알아내기 위해 EEG를 사용하여 피질 성숙과 차이를 알아본 연구에서, 오른손잡이인 건강한 아동으로 이루어진 통제군에선 기존 해부학적 지식에 일관되게 좌반구 피질이 더 발달된 것으로 나타났다. 그러나 학대경험이 있는 정신과 입원 소아 환자군에선 모두 오른손잡이임에도 불구하고 EEG상 우반구 피질이 더 발달된 것으로 나타났다. 나아가 학대 받은 피험집단의 우반구가 통제집단과 갚은 수준으로 발달한데 비해 학대경험 집단의 좌반구 발달은 건강한 통제집단에 비해 뒤쳐진 것으로 나타났다. Carrion등(2001)의 연구에선 외상경험과 PTSD증상이 있는 24명의 아동(7-14세)의 전두엽 비대칭성을 측정하여 통제군과 비교하였다. 학대경험이 있는 아동의 경우 통제군에 비해 전두엽 비대칭성이 약하고 전체 뇌 및 피질 부피가 작은 것으로 나타났다. 이런 연구들은 발달중인 인간의 신피질이 학대에 비교적 쉽게 영향 받는다는 것을 시사한다.

## 초기 스트레스 및 아동기 학대의 기능적 징후
스트레스가 해마, 편도체, 뇌량, 신피질 및 소뇌충부 발달에 영향을 미치는 것이 기능적으론 어떤 영향을 초래하게 되는가? 스트레스가 기능적, 행동적 수준에서 미치는 잠재적 효과에 대해 이해하기 위해 각각의 뇌영역의 기능적 측면에 대한 알아볼 필요가 있다

### 해마
해마는 일화적 정보의 부호화와 인축에서 중요한 역할을 담당하며 해리상태와 관련이 있다. 해마와 해마방회(parahippocampal gyrus)는 해마의 locus coeruleus로부터의 과도한 노르아드레날린 영향 때문에 나타날 수 있는, 일반화된 불안과 공황장애의 병리에도 중요한 기능을 할 수 있다. 이에 더해 중격 부위(septal area)와 해마는 상황적으로 부저절할 때 진행 중인 행동을 멈추게 하는, 행동 억제 시스템에서 중요한 요소일 수 있다. 정중봉선핵(median raphe nuclei)에서 해마로의 세로토닌 분출은 개인의 전반적 행동 억제 수준에 중요한 역할을 담당하는 것으로 보인다. 따라서 해마 발달의 변형은 PTSD의 기억상실증적, 해리적, 불안증적 및 탈억제적 측면을 촉진할 수 있다. 이른 시기의 심한 스트레스는 해마 부위의 시냅스 감소와 관련된다. 이 현상이 외상사건과 관련되는 기억 인출의 어려움을 일정부분 설명할 수 있는 한편, Stein(1997)은 해마 변형이 서술기억의 문제보다는 해리 증상과 더 관련이 있다고 제안한다.

### 편도체
편도체는 공포 조건화(fear conditioning)와 공격적, 구순기적, 성적 행동의 통제에 있어 중요한 기능을 하는 것으로 보인다. 가끔씩 발생하는 통제불능과 충동적 폭력은 편도핵의 irritable foci에 의한 것일 수 있다. 이 영역은 정서적 기억의 형성과 재구성, 비언어적 행동 패턴의 학습 및 fight-or-flight 반응의 촉발과도 관련되어 보인다. 과도한 편도체 활성화는 PTSD 와 주요우울장애의 발생에 중요한 기능을 하는 것으로 시사되었다.

### temporolimbic seizures
부분적 복합 경련을 발생시키는 seizure foci는 종종 측두엽의 변연계 구조에 위치한다. 해마 경화증(hippocampal sclerosis)과 편도체 손상은 상당수의 측두엽간질환자에서 관찰된다. 논란이 있긴 하지만 측두엽의 비정상적 전기생리현상이 미치는 잠재적 결과로는 공격적 행동 경향을 들 수 있다.
비정상적 EEG는 자살 사고와 시도의 유의한 위험요인이 될 수 있다. 간질환자에서 자살성공률은 비간질환자에 비해 4-5배가 높으며 측두엽 간질환자에선 25배나 높다. 간질환자의 최대 3분의 1 가량이 인생의 어느 시점에서 자살을 시도하며, 자살 위험은 비슷한 장애를 가져오는 다른 질병의 환자에 비해 간질환자에서 상당히 많다.

### 대뇌반구의 기능분화
두개의 대뇌 반구는 정보 처리 능력에서 상당히 특화되어 있다. 주로 좌반구가 언어의 지각과 표현 및 논리적, 분석적 사고에 특화되어 있다. 좌반구가 발달에 있어 약간 더 복잡하며 다양한 과제에서 더 우세하다. 이와 대조적으로 우반구는 감정-특히 부정적 감정-의 인식과 표현을 담당한다. 우세 반구 및 분화된 기능의 정도와 방향은 유전적, 호르몬적, 경험적 요인에 의해 좌우된다. 두 반구는 서로 긴밀하게 상호작용할 필요가 있으며 뇌량 및 전면, 후면의 접합부를 통해 연결되어 있다. 고양이 대상의 연구에서 우반구, 좌반구간의 정상적인 양방향적 정보 흐름이 초기 경험에 의해 영향을 받을 수 있는 것으로 나타났다. 극단적 상황에서는 뇌량이 너무나 영향을 바다 소통이 완전히 일방향적이 될 수 있다. 초기 스트레스는 좌우반구적 통합의 수준에 강한 영향을 미치는 것을 추정할 수 있다.
쥐와 인간 뇌에서 신경전달체계의 신경분포 패턴은 기능분화되어 있으며 이런 기능분화 차이에 있어 정도와 방향은 행동에 중요한 영향을 미칠 것이다. 예를 들어 앞서 살펴 보았듯 편도체와 전두엽 피질로의 세로토닌과 도파민 분출에 있어 좌반구보다 우반구가 큰 비대칭은 실제 전달 수준에 비해 불안 수준과 더 높게 관련되는 것으로 관찰된다. 초기 스트레스는 모노아민 신경전달물질의 발달을 변형시켜 기능분화 정도에 영향을 미친다.

### 소뇌충부 (cerebellar vermis)
최근들어 주의, 언어, 인지 및 정서에 있어 소뇌의 중요한 역할에 대한 인식이 증가하고 있다. 인지적, 언어적, 사회행동적 및 정서적 장애가 소뇌 및 충부 출혈시 주요한 임상적 결과로 나타나고 있다. 계통 발생적 증거는 최근 수백만 년 동안의 소뇌 반구 확장이 전두엽 크기의 극적인 진화적 증가와 병행되었음을 보여준다. 뇌 부피의 10-20%만을 차지하는 소뇌는 뇌전체 뉴런의 반 이상을 보유한다.
새로운 연구 결과들은 소뇌충부의 비정상성은 조현증, 자폐증, ADHD 및 양극성, 단극성 우울증 등 많은 정신과적 질환과 관련되어 보인다. 소뇌충부는 norepinephrine 및 도파민 분출을 위한 세포체 영역인 청반(locus coeruleus), 복측피개영역(ventral tegmental area), 흑질(substantia nigra)에 있어 강한 조절 효과를 나타낸다. 소뇌는 높은 밀도의 글루코코르티코이드 수용체와 CRF 수용체를 보유하며 스트레스 반응 조절에 중요한 기능을 하는 것으로 보인다. 소뇌는 시스템적 순환만을 조절할 뿐 아니라 rCBF(국소뇌혈류량)에도 상당한 영향을 미치며, 혈류에 대한 영향과 독립적으로 허혈성 손상으로부터의 뇌의 장기적 신경보호를 촉발한다.
소뇌충부(vermis)는 정신건강 유지에 있어 중요한 부위이며 초기 스트레스나 방임에 유의하게 영향을 받으며, 초기 스트레와 방임으로 인한 중요한 신경행동학적 결과의 일부를 중재하는 것으로 보인다.

## 성차 요인
성차와 초기 경험간 관련성은 복잡하여, 사회적 요인과 생물학적 요인이 미치는 상대적 영향에 대해 명확히 하기가 어렵다. 이 문제를 BPD(경계선성격장애)의 예를 통해 탐색해 보면, BPD로 진단받은 대부분은 여성이다. 이런 현상은 매우 많은 상충되는 설명들을 양산했는데, 여기엔 여성남성 행동에 대한 문호적 기대에 있어서의 차이, 증상발현에 있어 성별 차이, 주요우울장애의 성별 차이 등과 관련된다.
BPD와 같이 특정 정신과적 질환에 있어 성별 차이는 세 요인간의 상호작용으로부터 기원한다고 제안할 수 있다. 세 요인은 부정적인 초기 경험의 양상에 있어 성차, 초기경험이 뇌발달에 미치는 영향에 있어 성적 이형태성, 뇌 기능분화 및 호르몬 환경에 있어 성차를 들 수 있다. 첫째, 성별에 따라 특정 형태의 학대에 노출될 가능성이 더 클 수 있다. BPD의 경우 장애의 주요 위험요인이 남성 비양육자에 의한 성적 학대인데 여아에서 이런 성적 학대 위험이 더 높을 것이다. 둘째, 초기 부정적 경험으로 인한 신경생물학적 결과가 성별에 따라 다르게 나타날 수 있다. 예를 들어 성적 학대는 여아에서 뇌량 크기 감소와 관련되는 데 비해 남아에서 감소된 뇌량 크기는 방임과 연관되는 것으로 나타났다. 동물 연구에선 초기 경험이 암컷에선 뇌량의 axon 수에 영향을 미치는데 비해 수컷에선 뇌량 axon의 직경크기에만 영향을 미치는 것으로 나타난다. 뇌량 취약성의 성질, 시기 및 정도에 있어 성차가 존재할 것임을 추정해 볼 수 있다. 셋째, 뇌 기능분화와 호르몬 환경에 상당한 성차가 존재한다. 언어기능을 위한 반구 특화 정도는 성별에 의존하는 형태를 띈다. 오른손잡이 남성은 전형적으로 강한 좌반구 특화를 보이는 데 비해 오른손잡이 여성 상당수는 양쪽 반구로 표현된다. 여성에서 나타나는 양측으로 기능분화된 더 큰 언어적 능력과 반구 우세의 감소는 양쪽 뇌를 오가는 것을 더 쉽게 하여 BPD의 정서적 불안정과 splitting을 더 잘 나타나게 하는 것으로 추정된다. 이에 비해 학대받은 남성에서의 강한 좌반구 특화와 감소된 뇌량 발달은 사고를 감정과 사회적 인식으로부터 더 떨어뜨려 놓아 감정표현불능증이나 반사회적 성격장애 발달을 더 쉽게 한다고 추정해 볼 수 있다.
호르몬이 발달에 미치는 영향과 관련해서도 성별 차이가 나타나게 된다. 초기 학대로 인한 변연계의 전기적 민감성은 BPD를 비롯한 다른 정신과적 증상의 발달에 중요한 취약 요인이 될 수 있다. 에스트로겐은 변연계 구조에 상당한 간질발생적 효과를 나타내는데 변연계 구조가 이미 민감화되어 있을 때 특히 그러하다. 프로게스테론과 그 대사물질은 발화(kindling)과 경련 활동을 억제하지만 우울을 발생시킬 수 있다. 테스토스테론과 dihydrotestoterone은 glutaminergic NMDA receptor의 억제를 통해 항경련 효과를 가져온다. 이렇듯 발달상 성호르몬 차이는 아동기 학대의 신경생물학적 결과에 상당한 영향을 미칠 수 있다.

## 참고 문헌
- Bremner JD, Randall P, Vermetten E, Staib L, Bronen RA, Mazure C, Capelli S, McCarthy G, Innis RB, Charney DS. Magnetic resonance imaging-based 	measurement of hippocampal volume in M.H. Teicher et al. / Neuroscience and Biobehavioral Reviews 27 (2003) 33–-44 39 posttraumatic stress disorder related to childhood physical and sexual abuse—-a preliminary report. Biol Psychiatry 1997;41(1):23–-32.

- Carrion VG, Weems CF, Eliez S, Patwardhan A, Brown W, Ray RD, Reiss AL. Attenuation of frontal asymmetry in pediatric posttraumatic stress disorder. Biol Psychiatry 2001;50(12):943–-51.

- De Bellis MD, Keshavan MS, Clark DB, Casey BJ, Giedd JN, Boring AM, Frustaci K,Ryan ND. Developmental traumatology. Part II: brain development. BiolPsychiatry 1999;45(10):1271–-84.

- Driessen M, Herrmann J, Stahl K, Zwaan M, Meier S, Hill A, Osterheider M, Petersen D. Magnetic resonance imaging volumes of the hippocampus and the amygdala in women with borderline personality disorder and early traumatization. Arch Gen Psychiatry 2000;57(12):1115–-22.

- Gilbertson MW, Shenton ME, Ciszewski A, Kasai K, Lasko NB, Orr SP, Pitman RK. Smaller hippocampal volume predicts pathologic vulnerability to psychological trauma. Nat Neurosci 2002;15:15.

- Juraska JM, Kopcik JR. Sex and environmental influences on the size and ultrastructure of the rat corpus callosum. Brain Res 1988;450(1-2):1-8

- Mason WA, Berkson G. Effects of maternal mobility on the development of rocking and other behaviors in rhesus monkeys: a study with artificial mothers. Dev Psychobiol 1975;8(3):197–-211.

- Schiffer F, Teicher MH, Papanicolaou AC. Evoked potential evidence for right brain activity during the recall of traumatic memories. J Neuropsychiatr Clin Neurosci 1995;7:169–-75.

- Stein MB. Hippocampal volume in women victimized by childhood sexual abuse. Psychol Med 1997;27(4):951–-9.

- Teicher MH, Ito Y, Glod CA, Andersen SL, Dumont N, Ackerman E. Preliminary evidence for abnormal cortical development in physically and sexually abused children using EEG coherence and MRI. Ann NY Acad Sci 1997;821:160–-75.

- Teicher MH, Andersen SL, Polcari A, Anderson CM, Navalta CP, Kim DM. The neurobiological consequences of early stress and childhood maltreatment. Neurosci Biobehav Rev 2003;27(1):33--44.